# Sebeș (Fluss)
Der Sebeș (deutsch Mühlbach, ungarisch Sebes) ist ein linker Nebenfluss des Mureș (Mieresch) im Südwesten des Siebenbürgischen Beckens in Rumänien.

## Flussverlauf
Zwischen dem Zibinsgebirge (Munții Cibin) im Osten und dem Șureanu-Gebirge (Munții Șureanu, Mühlbacher Berge) im Westen fließt der Sebeș im Südwesten des Kreises Sibiu und im Süden des Kreises Alba überwiegend in nördliche Richtung. Er mündet bei Oarda – einem eingemeindeten Dorf der Stadt Alba Iulia – in den Mureș.
Südlich des höchsten Gipfels des Zibinsgebirges – des Cindrel (45° 35′ N, 23° 48′ O, 2244 m) – ist das Quellgebiet des Sebeș, welches der Frumoasa-Bach (deutsch etwa „die Schöne“) bildet. In seinem Oberlauf – bis zum Tău-Stausee (circa 800 m) – ist der Sebeș ein reißender Gebirgsfluss. Der eigentliche Mühlbach beginnt etwa 16 Kilometer südlich des Tău-Sees beim Oașa-Stausee (45° 34′ N, 23° 37′ O, 1255 m). Der Mittellauf des Sebeș etwa vom Tău-Stausee bis Săsciori hat eine Länge von circa 26 Kilometer. Von hier bis zur Mündung in den Mureș verbleiben noch 18 Kilometer (Luftlinie).
Die durchschnittlich jährliche Abflussmenge des Sebeș bei Petrești beträgt 9,03 m³/s (gemessen von 1975–2005). In der kalten Jahreszeit (November–März) wurde ein Abfluss zwischen 5,35–6,15 m³/s; in der warmen Jahreszeit (April–Oktober) 7,64–14,5 m³/s registriert.

## Orte und Nebenflüsse

### Orte
Der Sebeș durchfließt die Orte Tău Bistra (Prenzendorf), Șugag (Schugag), Mărtinie (ungarisch Martiniatelep), Căpâlna (Kapellendorf), Laz (Laas), Săsciori (Schweis), Sebeșel (ungarisch Sebeshely), Petrești (Petersdorf), Sebeș (Mühlbach), Lancrăm (Langendorf) und Oarda (Unter-Wardein).
Entlang des Sebeș führt in Nord-Süd-Richtung vom Dorf Oarda bis zur Kleinstadt Sebeș die Europastraße 81. Ab Sebeș verläuft entlang des Flusses die Nationalstraße (drum național) DN 67C – die so genannte Transalpina – bis etwa sieben Kilometer nach dem Oașa-Stausee, wonach der Frumoasa-Bach nach Osten abbiegt. Die Transalpina oder Drumul Regelui („Königs-Weg“) von Sebeș nach Novaci (Kreis Gorj) ist beim Pasul Urdele (2145 m) die höchstgelegene Nationalstraße Rumäniens.

### Nebenflüsse
Weitere der kleineren rechten Nebenflüsse des Sebeș sind der Curpăt (mündet in den Oașa-See), Hurdubelu, Ciban, Gardu, Tomnatecu, Valea Mierlii, Șipoțelu, Nedeiu (mündet in den Obreja-de-Căpâlna-See) und andere. Einige der linken Nebenflüsse sind der Sălănele und der Diudiu (münden in den Oașa-See), der Balele, Miraș (mündet in den Tău-Bistra-See), Purcaru, Groșești und andere.

## Wirtschaftliche Bedeutung
Mit der Nutzung von Stauseen zur Stromerzeugung wurde am Sebeș 1931 bei Petrești begonnen. Komplexe Studien zum Bau größerer Wasserkraftwerke erfolgten ab 1965. Vorgesehen war, dass in fünf Wasserkraftwerken mit einer Gesamtleistung von etwa 360 MW, ein Regelarbeitsvermögen von etwa 650 GWh pro Jahr erreicht wird.
In den Ortschaften entlang des Sebeș, sind die Hauptbeschäftigung der Bevölkerung die Schafzucht, die Waldarbeit (früher auch die Flößerei), weniger die Rinderzucht oder der Ackerbau.

### Stauseen und Wasserkraftwerke
Die Stauseen mit den Wasserkraftwerken entlang des Sebeș haben ein gesamtes durchschnittliches Regelarbeitsvermögen von mehr als 606 GWh pro Jahr. Die Stauseen mit den Wasserkraftwerken sind:
- Der Oașa-Stausee – der größte und am höchsten gelegene Stausee des Sebeș – mit einer 92 Meter hohen Dammmauer, hat ein Volumen von über 130 Mio. m³ und eine Oberfläche von etwa 4,6 km². Ausgestattet mit zwei vertikalen Francis-Turbinen, hat das 1980 erstmals in Betrieb gegangene Gâlceag-Wasserkraftwerk eine Leistung von 150 MW (zwei Turbinen zu je 75 MW) und ein Regelarbeitsvermögen von etwa 260 GWh pro Jahr. Die drei größten Zuflüsse des Sees sind der Frumoasa-, der Curpăt- und der Oașa Fetița-Bach. Der Frumoasa-Bach hat davon das mit Abstand größte, 91 km² große Einzugsgebiet sowie einen Durchfluss von 2,18 m³/s. Außer von den natürlichen Zuflüssen des Oașa-Stausees wird das Kraftwerk von einem Netz unterirdischer Gänge von insgesamt 11 Kilometer Länge (ausgehend vom Ciban-See) und von circa 3,5 Kilometer Länge (ausgehend vom Cucir-See) gespeichert.[3]
- Der Tău-Stausee (45° 41′ N, 23° 37′ O, 790 m), mit einer 78 Meter hohen Bogenstaumauer wurde 1984 errichtet. Der See hat eine Oberfläche von 81 Hektar, ein Volumen von etwa 21 Mio m³,[4] und reicht bis zum Gâlceag-Wasserkraftwerk. Das Tău-Șugag-Wasserkraftwerk – wie auch das Gâlceag-Wasserkraftwerk – hat eine Kraftwerksleistung von 150 MW und ein Regelarbeitsvermögen von etwa 260 GWh pro Jahr.[1]
- Der Obreja de Căpâlna-Stausee[5] (45° 49′ N, 23° 37′ O, 409 m), hat ein Gesamtvolumen von 3,92 Mio. m³, ein Nutzvolumen von 1,80 Mio m³ und eine Fläche von circa 35 Hektar. Das Wasserkraftwerk hat zwei Francis-Turbinen mit einer Gesamtleistung von 42 MW und ein Regelarbeitsvermögen von 81 GWh pro Jahr.[1]
- Der Petrești-Stausee (45° 54′ N, 23° 34′ O, 294 m), ist der kleinste am Sebeș angelegte See und dient außer dem Betreiben des Petrești-Wasserkraftwerkes auch zur Trinkwasserversorgung der Kleinstadt Sebeș (Mühlbach) und von Petrești, dem Industriegebiet Mühlbachs. Der See ist durch einen 22 m hohen Damm entstanden, hat ein Gesamtvolumen von 1,35 Mio m³ und eine Fläche von circa 25 Hektar. Das Petrești-Wasserkraftwerk ist mit zwei Turbinen je 2 MW ausgestattet und hat ein Regelarbeitsvermögen von etwa 6 GWh pro Jahr.[1]

## Risiken des Sebeș-Tals durch die Stauseen
Auch wenn das Tal des Sebeș wasserbautechnisch durch die Stauseen gegen Überschwemmungen geschützt sein sollte, sind diese doch möglich aufgrund von: 
- Hochwasser im Frühjahr, durch plötzliche Schmelze zusammen mit hohen Niederschlägen.
- Überschwemmung im Sommer, durch sintflutartige Niederschläge, wobei abgeholzte Baumstämme Sperrungen bilden, wenn diese nicht rechtzeitig aus dem Flussbett entfernt werden. Eine solche Überschwemmung fand 1994 in Săsciori statt.

In einer hypothetischen Annahme einer totalen Zerstörung des am höchsten gelegenen und größten Staudamm des Sebeş-Tales, dem Oașa, wurde berechnet, dass zum Beispiel der Ort Tău Bistra in einer Entfernung von 14,4 km, in 10 Minuten mit einer Geschwindigkeit von 86,4 km/h von einer 46 Meter hohen Wasserwelle überrollt würde, dass auf den Ort Șugag bei einer Entfernung von 28,1 km, in 22 Minuten mit einer Geschwindigkeit von 76,2 km/h eine 34 Meter hohe Wasserwelle zurollen würde; dass auf den Ort Săsciori bei einer Entfernung von 44,6 km, in 39 Minuten mit einer Geschwindigkeit von 68,4 km/h eine 20 Meter hohe Wasserwelle träfe; dass auf den Ort Petrești bei einer Entfernung von 50,2 km, in 47 Minuten mit einer Geschwindigkeit von 64 km/h eine 12 Meter hohe Wasserwelle zukäme; dass in der Kleinstadt Sebeș (Mühlbach) bei einer Entfernung von 53,5 km, in 52 Minuten mit einer Geschwindigkeit von 61,7 km/h, eine neun Meter hohe Wasserwelle einträfe und dass der Ort Lancrăm bei einer Entfernung von 57,5 km, in 59 Minuten mit einer Geschwindigkeit von 59,4 km/h, von einer 6,5 Meter hohen Wasserwelle überflutet würde.